# MKO Abiola Stadium
MKO Abiola Stadium to wielofunkcyjny stadion w Abeokuta w Nigerii. Najczęściej używany jako stadion piłkarski, a swoje mecze rozgrywa tam drużyna Abiola Babes. Stadion pomieści 15 000 widzów.